# Белоплечая игрунка
Белоплечая игрунка (лат. Mico humeralifer) — вид приматов семейства Игрунковые. Эндемик Бразилии.

## Классификация
Ранее включалась в состав рода Callithrix. С 2001 года в составе рода Mico.

## Описание
Белоплечие игрунки обладают веерообразными пучками шерсти серебристого цвета возле ушей. Грудь и плечи также серебристого цвета. Остальное тело коричневое или тёмно-коричневое. Случаются отклонения в окраске: так есть свидетельства существования белоплечих игрунок светло-оранжевого цвета. Длина тела от 20 до 24 см, длина хвоста от 30 до 40 см. Вес самцов 280 г, самок 310 г.

## Поведение
Населяют низинные дождевые леса Амазонии. В рационе фрукты, цветы, нектар, древесные соки и мелкие животные (лягушки, улитки, ящерицы, пауки и насекомые). Образуют семейные группы от 4 до 15 особей. Обычно во время брачного сезона лишь одна самка из группы приносит потомство. Каждая группа защищает достаточно обширную территорию от 10 до 40 га.

## Распространение
Встречаются к югу от Амазонки, между рекой Мауэс (и, возможно, её притоком Парауари) на западе и Тапажос на востоке. Южная граница ареала неизвестна, возможно это бассейн реки Паракари.